# Garay (Guayaquil)
Barrio Garay es un barrio de la ciudad de Guayaquil, ubicado en la parroquia Urdaneta. Fue el primer barrio ubicado en el oeste de la ciudad. Se originó el 18 de octubre de 1938, fecha en la cual los primeros moradores de este sector, al cual se lo denominaba San José y que estaba asentado junto al Estero Duarte (actual estero Salado).
Se conoce que tiene aproximadamente 150 manzanas que forman el barrio, alrededor de 30 clubes deportivos, artistas, artesanos y gente que practica varios deportes.

## Historia
En el sector ya existían pobladores desde los años 80 del siglo XIX, los moradores eran covachones que se asentaron en la cercanías del puerto Duarte, lugar donde llegaban pescadores desde la península de Santa Elena. En las décadas de 1920 el sitio era el botadero y lugar de quema de basura de la ciudad.
El nombre del barrio fue escogido en agradecimiento al apoyo recibido por el exalcalde de Guayaquil, Asisclo Garay, el mismo que llevó el relleno al sector del Islote San José donde se asentó el barrio. Y lo dotó de todos los servicios básicos creando el primer barrio popular de la ciudad de Guayaquil.
Los habitantes llegaron al sector principalmente de una hacienda que en esa época pertenecía a la familia Rosales Pareja (la Quinta Pareja). En los primeros años, no existían puentes, por lo que las personas debían trasladarse en canoas para salir del islote. En años posteriores el ramal del estero que separaba al barrio Garay del resto de la ciudad fue rellenado y convertido en calle. En los años de 1960 a 1970 las calles fueron pavimentadas.
Actualmente, los límites del barrio Garay son: las calles Asisclo Garay - 10 de Agosto, Alcedo y Pedro Pablo Gómez, de este a oeste; y Babahoyo - Andrés Marín, Aguirre a Huancavilca, hasta la 12 ava. de norte a sur.

## Proceso de asentamiento urbano
Para octubre de 1938, el coronel Asisclo Garay funda el primer barrio suburbano en el oeste de la ciudad con tan solo diez familias, llamado en un inicio San José, ubicado en la isla del mismo nombre, junto al estero Duarte, ramal del salado. El ramal del estero Salado corría por  donde hoy es la calle Andrés Marín, de norte a sur y que nació en la 11, donde también comenzaba la isla San José, hacia el oeste del estero. Según el libro, Guía Histórica de Guayaquil de Julio Estrada Icaza, el barrio dejó de llamarse San José y pasó a llevar el nombre del concejal de la ciudad y Jefe del Cuerpo de Bomberos, Asisclo Garay, en agradecimiento por su labor en gestionar el relleno de las calles, ya que ellos debían utilizar pequeñas balsas para cruzar el riachuelo y llegar al centro de la urbe, desde entonces inician los trabajos de mejoras hasta la actualidad y se aprecia en la imagen del barrio que dejó atrás sus calles de lodo por las asfaltadas y sus viviendas de cañas por las de hormigón. Actualmente, el barrio pertenece a la parroquia Urdaneta . (ANTONIO & GABRIELA, 2018)
El barrio Garay, corresponde en su gran mayoría, a un uso de suelo residencial , así mismo edificaciones mixtas; mitad vivienda y mitad comercio, las cuales en su gran mayoría presta servicios de: locales de comida, tiendas, entre otros. Dicha actividad comercial se enfoca en la venta de alimentos, repuesto de autos, creando machas esporádicas donde se pueden visualizar las denominadas tiendas de barrio, además cuenta actualmente con una ciclovía al borde del estero.

#### Paisaje
El barrio Garay cuenta con distintos espacios públicos que permiten la interacción y recreación de los usuarios, en las imágenes se puede apreciar el trazado urbano que tiene, como también la vegetación existente en espacios públicos como en las vías, se puede evidenciar el Colegio Vicente Rocafuerte, como un gran monumento con una arquitectura colonial, con patios internos y área verdes que generan espacios agradables y confortables. Gran parte del Malecón del estero salado forma parte de este barrio, per - metiendo de esta manera se genere un parque lineal con una pasarela sobre el río con vegetación y áreas sociales, en el trayecto del mismo se pueden observar distintos monumentos de personas significativas en Guayaquil, distintas fuentes de agua, zonas cálidas con vegetación y área de descanso, a su vez se encuentra la plaza de la música donde parte la ciclovía del malecón del estero salado y distintas áreas sociales y de recreación.

## Análisis de sitio

#### Asoleamiento
La duración del día en Guayaquil no varía considerablemente durante e l año, solamente varía 15 minutos de las 12 horas en todo el año. En 2021, el día más corto es el 20 de junio, con 12 horas y 0 minutos de luz natural; el día más largo es el 21 de diciembre, con 12 horas y 15 minutos de luz natural.

#### Temperatura
La temporada calurosa en la ciudad de Guayaquil dura 2,1 meses, entre los meses de marzo y mayo, con una temperatura máxima promedio de 31 °C y mínima de 24 °C. La temporada fresca dura 2,2 meses, entre los meses de junio y agosto, con una temperatura mínima promedio de 21 °C y máxima de 29 °C.

#### Vientos
Los vientos predominantes en la ciudad de Guayaquil provienen en dirección suroeste, alcanzando una velocidad promedio de 12,6 kilómetros por hora.

#### Humedad
En Guayaquil la humedad percibida varía extremadamente. El período más húmedo del año dura 8,2 meses, entre noviembre y julio, y durante ese tiempo el nivel de comodidad es bochornoso, opresivo o insoportable por lo menos durante el 60 % del tiempo. El mes con más días bochornosos en Guayaquil es marzo. El mes con menos días bochornosos en Guayaquil es septiembre.